# كاولينيت
الكاولينيت أو الصلصال الصيني هو أحد المعادن الطينية، لونه أبيض، ذو درجة انصهار عالية، وهو من أشد أنواع الطين مقاومة للحرارة. تركيبه الكيميائي Al2Si2O5(OH)4. اسمه مشتق من اسم جبل كاو-لينج (高嶺) الموجود في جيانغشي بالصين.
يطلق على الصخور أو التربة الغنية بالكاولينيت اسم كاولين.

## التحولات البنيوية
يخضع الغضار الحاوي على الكاولين لسلسلة من التحولات في الطور نتيجة التعرض للمعاجة الحرارية في الهواء وعند الضغط الجوي. تبدأ عملية نزع الهيدروكسيل الماصة للحرارة (أو بتعبير آخر البلمهة) عند درجات حرارة ما بين 550 - 600 °س لتعطي الشكل ميتا الذي يسمى ميتاكاولين غير المنتظم Al2Si2O7، لكنه لوحظ حدوث فقدان مستمر لمجموعات الهيدروكسيل (-OH) عند درجات حرارة تتجاوز 900°س، وعزي ذلك إلى حدوث عملية أكسلة oxolation تدريجية للميتاكاولين. إن الميتاكاولين ليس عبارة عن مزيج بسيط من السيليكا (SiO2 عديمة التبلور amorphous والألومينا (Al2O3)، لكنه عبارة عن بنية معقدة عديمة الشكل تحافظ على ترتيب إلى حد ما (لكن ليس بلورياً) من طبقات مكدسة من سداسيات الوجوه.
يؤدي التسخين إلى درجات حرارة ما بين 925-950 °س إلى تحويل ميتاكاولين إلى إسبينل spinel من ألومنيوم-سيليكون مشوه Si3Al4O12، والذي يطلق عليه أحيانا غاما-ألومينا.
2 Al2Si2O7 → Si3Al4O12 + SiO2
أما التكليس إلى حوالي ~1050 °س فيؤدي إلى تكتل نوى الإسبينل (Si3Al4O12) على بعضها وتتحول إلى الموليت 3Al2O3.2SiO2, وإلى الكريستابوليت عالي التبلور SiO2:
3 Si3Al4O12 → 2 Si2Al6O13 + 5 SiO2

## استخداماته
يستخدم في صناعة الحراريات والأسمنت والخزف وكمادة ماصة وواقية وكعازل للتيار الكهربائي وفي صناعات الورق والدهانات.

## سلامة الاستعمال
تختلف الاحتياطات المتبعة أثناء التعامل مع المادة باختلاف التراكيز والظروف المحيطة.
إن الاستنشاق المديد لغبار الكاؤولين يمكن أن يسبب أمراضاً رئوية (سلكونية، كاؤولينية) و نحتاج عند التعامل معه لحاميات الأعين وواقيات الغبار.